# Mukunda Hari Shrestha
Mukunda Hari Shrestha (ur. 14 grudnia 1955) – nepalski lekkoatleta (maratończyk), olimpijczyk.
Brał udział w Letnich Igrzyskach Olimpijskich 1980 w Moskwie. Wystąpił w biegu maratońskim, w którym zajął 45. miejsce z czasem 2:38:52 (53 zawodników ukończyło bieg).
W latach 1979–1982 Shrestha był czterokrotnym mistrzem Nepalu w maratonie. Na mistrzostwach w 1981 roku ustanowił swój rekord życiowy.
Służył w nepalskiej armii. Jest sekretarzem w Nepal Olympian Association.
Rekord życiowy w biegu maratońskim – 2:27:08 (1981).